# Mietałłostroj (przystanek kolejowy)
Mietałłostroj (ros. Металлострой) – przystanek kolejowy w miejscowości Petersburg, w Rosji. Położony jest na linii Petersburg - Moskwa.

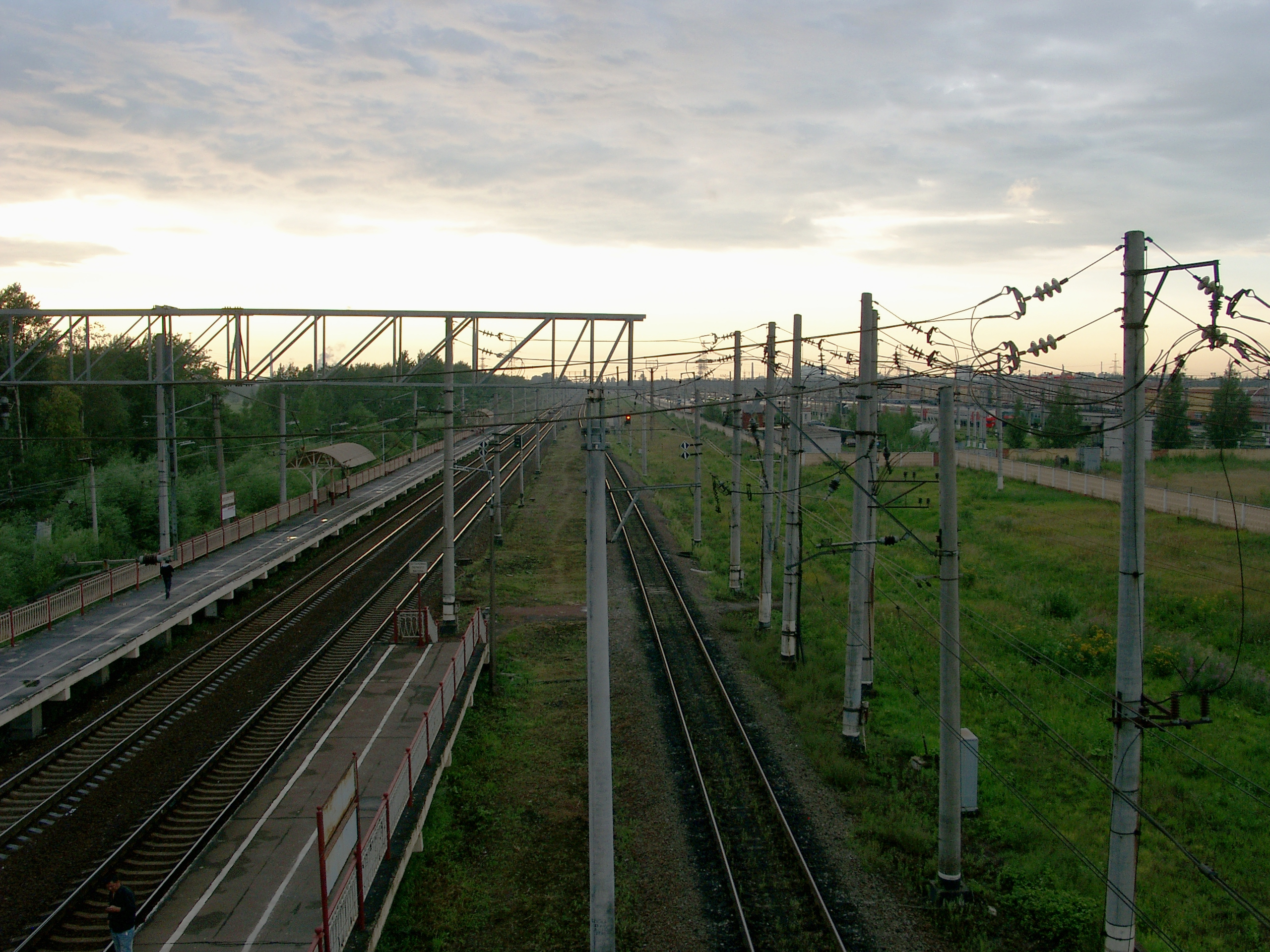
widok w stronę Dworca Moskiewskiego